# Мяекюла (Гаапсалу)
Мя́екюла (ест. Mäeküla) — село в Естонії, у волості Рідала повіту Ляенемаа.

## Населення
Чисельність населення на 31 грудня 2011 року становила 18 осіб.

## Географія
Село лежить на березі протоки Вяйнамері.
Поблизу населеного пункту проходить автошлях 16113 (Рогукюла — Аглі — Рідала).

## Історія
З 1998 року село відновлено як окремий населений пункт.